# Подосе (Люблінське воєводство)
Подосе (пол. Podosie) — село в Польщі, у гміні Кшивда Луківського повіту Люблінського воєводства.
Населення — 372 особи (2011).
У 1975-1998 роках село належало до Седлецького воєводства.

## Демографія
Демографічна структура станом на 31 березня 2011 року:
|          | Загалом | Допрацездатний вік | Працездатний вік | Постпрацездатний вік |
| -------- | ------- | ------------------ | ---------------- | -------------------- |
| Чоловіки | 176     | 57                 | 98               | 21                   |
| Жінки    | 196     | 52                 | 102              | 42                   |
| Разом    | 372     | 109                | 200              | 63                   |